# Happiness (álbum de Hurts)
Happiness é o álbum de estreia da dupla de synthpop britanica Hurts, lançado no Reino Unido em 6 de setembro de 2010. Foi precedido pelo lançamento dos singles "Better Than Love" em 23 de maio de 2010 e "Wonderful Life" em 22 de agosto de 2010. A canção "Devotion" é um dueto com a artista australiana Kylie Minogue. Para promover o lançamento do álbum, a banda fez uma canção, não presente no álbum, "Happiness", disponível como um download gratuito via Amazon.co.uk em 1 de agosto de 2010.
Happiness obeteve opiniões mistas aos críticos contemporâneos da música. Estreou na posição de número quatro na UK Albums Chart e o topo da Greek Albums Chart. O álbum conseguiu uma posição de número dois na Áustria, Alemanha, Polônia e Suíça. Também chegou no top dez na Dinamarca, Finlândia, Irlanda e Suécia.

## Faixas
| N.º | Título                         | Compositor(es)      | Produtor(es)                     | Duração |  |
| 1.  | "Silver Lining"                | Hurts, The Nexus    | Hurts, Jonas Quant, The Nexus    | 4:58    |  |
| 2.  | "Wonderful Life""              | Hurts, Joseph Cross | Hurts, Joseph Cross, Jonas Quant | 4:14    |  |
| 3.  | "Blood, Tears & Gold"          | Hurts, The Nexus    | Hurts, Jonas Quant, The Nexus    | 4:18    |  |
| 4.  | "Sunday"                       | Hurts               | Hurts, Jonas Quant               | 3:52    |  |
| 5.  | "Stay"                         | Hurts               | Hurts, Jonas Quant               | 3:55    |  |
| 6.  | "Illuminated"                  | Hurts, The Nexus    | Hurts, Jonas Quant, The Nexus    | 3:18    |  |
| 7.  | "Evelyn"                       | Hurts               | Hurts, Jonas Quant               | 3:54    |  |
| 8.  | "Better Than Love"             | Hurts, Joseph Cross | Hurts, Jonas Quant, Joseph Cross | 3:33    |  |
| 9.  | "Devotion" (com Kylie Minogue) | Hurts               | Hurts, Jonas Quant               | 4:12    |  |
| 10. | "Unspoken"                     | Hurts               | Hurts, Jonas Quant               | 4:46    |  |
| 11. | "The Water"                    | Hurts               | Hurts                            | 3:41    |  |
| 12. | "Verona" (Faixa bônus)         |                     |                                  | 2:14    |  |

| Faixas bônus da Amazon.co.uk |                                        |         |  |
| N.º                          | Título                                 | Duração |  |
| 11.                          | "The Water"                            | 3:44    |  |
| 12.                          | "Better Than Love" (Tiefschwarz remix) | 4:14    |  |

| Faixas bônus da edição japonesa |                                       |         |  |
| N.º                             | Título                                | Duração |  |
| 12.                             | "Happiness"                           | 4:23    |  |
| 13.                             | "Affair"                              | 6:26    |  |
| 14.                             | "Mother Nature"                       | 2:50    |  |
| 15.                             | "Better Than Love" (Jamaica remix)    | 4:19    |  |
| 16.                             | "Wonderful Life" (Arthur Baker remix) | 6:43    |  |

## Tabelas

### Paradas musicais
| Paradas (2010–11)                   | Melhor posição |
| ----------------------------------- | -------------- |
| Alemanha (Media Control)            | 2              |
| Austrália (ARIA Charts)             | 77             |
| Áustria (Ö3 Austria Top 40)         | 2              |
| Bélgica Flanders (Ultratop 50)      | 11             |
| Bélgica Valônia (Ultratop 40)       | 34             |
| Dinamarca (IFPI)                    | 7              |
| Escócia (Scottish Albums Chart)     | 6              |
| Espanha (PROMUSICAE)                | 47             |
| Europa (Top 100 Albums)             | 6              |
| Finlândia (Suomen virallinen lista) | 3              |
| França (SNEP)                       | 135            |
| Irlanda (Irish Albums Chart)        | 9              |
| Itália (FIMI)                       | 16             |
| Japão (Oricon)                      | 77             |
| Países Baixos (MegaCharts)          | 18             |
| Polônia (Music Charts)              | 2              |
| Rússia (Music Charts)               | 19             |
| Suécia (Sverigetopplistan)          | 4              |
| Suíça (Schweizer Hitparade)         | 2              |
| Reino Unido (UK Albums Chart)       | 4              |

### Certificações
| País        | Certificação |
| ----------- | ------------ |
| Alemanha    | 2× Platina   |
| Áustria     | Ouro         |
| Finlândia   | Ouro         |
| Suíça       | Platina      |
| Reino Unido | Ouro         |